# Aeroportul Chos Malal
Aeroportul Chos Malal (IATA: HOS, ICAO: SAHC) este un aeroport din Provincia Neuquén, Argentina ce deservește zona Chos Malal. A fost numit după zona deservită.
Situat la o altitudine de 833 m, aeroportul dispune de o singură pistă.